# ورنن (ورمانت)
ورنن، ورمانت (به انگلیسی: Vernon, Vermont) یک سکونتگاه مسکونی در ایالات متحده آمریکا است که در شهرستان ویندهام واقع شده‌است.

## خصوصیات
ورنن ۵۱٫۸ کیلومترمربع مساحت و ۲٬۱۴۱ نفر جمعیت دارد و ۹۹ متر بالاتر از سطح دریا واقع شده‌است.